# Phradis kasparyani
Phradis kasparyani là một loài tò vò trong họ Ichneumonidae.